# Joaquín María López de Andújar
Joaquín María López de Andújar y Cánovas del Castillo (Madrid, 13 de septiembre de 1942) es un eclesiástico español, actualmente obispo emérito de la diócesis de Getafe.

## Biografía

### Primeros años
Hijo de Joaquín López de Andújar y Gil de Arana (1908-1998) y de Isabel Cánovas del Castillo y Teresa (1911-1998), es sobrino-bisnieto de Antonio Cánovas del Castillo, presidente del Consejo de Ministros de España. Estudió en el Seminario Conciliar de Madrid para ser ordenado sacerdote el 30 de noviembre de 1968.

### Presbiterado
Es licenciado en Derecho por la Universidad Complutense. Su primer destino fue a la Basílica de la Asunción de Nuestra Señora, en Colmenar Viejo. Posteriormente fue nombrado vicario de la iglesia de Santa María la Mayor de Madrid en 1969 y párroco de Nuestra Señora de África en 1976. Más tarde fue nombrado arcipreste del Arciprestazgo de San Roque en 1978 a la vez que fue delegado de catequesis de la Vicaria VI de Madrid. El cardenal arzobispo de Madrid, Ángel Suquia, lo nombró vicario episcopal de la Vicaría V de Madrid en 1984.
Tras la división de la archidiócesis de Madrid-Alcalá el 23 de junio de 1991, pasó a colaborar con el nuevo obispo de la recién creada diócesis de Getafe, Francisco José Pérez y Fernández-Golfín. En 1992 fue nombrado vicario general de la diócesis.

### Obispo
Juan Pablo II lo nombró obispo titular de Arcavica y auxiliar de Getafe el 19 de marzo de 2001. Tras el fallecimiento de su predecesor, el 24 de febrero de 2004, fue elegido por el Colegio de Consultores administrador diocesano el 25 de febrero de 2004.
La Nunciatura Apostólica hizo público su nombramiento como nuevo obispo de Getafe el 29 de octubre de 2004, tomando posesión del cargo el 19 de diciembre de 2004 en el santuario del Cerro de los Ángeles.
En la Conferencia Episcopal Española fue miembro de la Comisión Episcopal de Pastoral desde 2008 hasta 2011, pasando a formar parte de la Comisión de Vida Consagrada. Fue responsable del departamento de Santuarios, Peregrinaciones y Piedad Popular de la Comisión Episcopal de Pastoral en el trienio 2008-2011.

### Renuncia
El 13 de septiembre de 2017 presentó su renuncia al papa Francisco como obispo de Getafe al cumplir los 75 años, edad estipulada para presentarla según el Código de Derecho Canónico.
El 3 de enero de 2018 la Santa Sede hizo pública la aceptación de la renuncia y el nombramiento de Ginés Ramón García Beltrán, hasta entonces obispo de Guadix, como su sucesor. Hasta la toma de posesión de su sucesor, el 24 de febrero siguiente, ejerció como administrador apostólico, retirándose posteriormente a vivir a la casa del capellán del convento de las carmelitas descalzas de La Aldehuela.
Tras su renuncia, decidió irse a la parroquia Nuestra Señora del Pilar en Valdemoro.